# Aleiphaquilon tricolor
Aleiphaquilon tricolor är en skalbaggsart som beskrevs av Martins 1975. Aleiphaquilon tricolor ingår i släktet Aleiphaquilon och familjen långhorningar. Inga underarter finns listade i Catalogue of Life.